# Сюжет
Сюжет (на френски: sujet) в художествените произведения е ходът на действието или наборът от събития в една история с причинно-следствените връзки между тях. Сюжетната линия съдържа:
- Въведение (експозиция, увод)
- Завръзка (конфликт, сблъсък, началото на събитията)
- Кулминация (връхна точка)
- Развръзка (разрешаване на конфликта)
- Епилог (заключение, представя героите в далечно бъдеще)

Сюжетът е верига от събития, като всяко едно е резултат от предшестващи и причина за следващи.
Най-голяма роля сюжетът играе в драмата, но и комедиите, и трагедиите имат такъв. Най-малка е неговата роля в поезията. Още Аристотел изказва становище, че сюжетът е много важен за създаване на образите и оформянето на техните характери.

## Типология на сюжетите
Предприети са различни опити за класификация на сюжетните линии в литературните произведения, поделяйки и обединявайки ги по различни признаци, чрез което се отделят най-типичните. Анализът позволява да се отделят голяма група сюжети, известни като „бродещи сюжети“, които непрекъснато се повтарят под една или друга форма в художествените произведения. Един от най-известните опити за класификация е този на Борхес, който отделя общо четири сюжетни цикъла, но той е ограничен по-скоро до епическите произведения.
- Първият включва щурм и обсада на укрепен град (Троянският цикъл, Илиада)
- Вторият се отнася до мотива за дългото завръщане (Одисея)
- Третият описва авантюристично пътешествие в търсене на нещо много ценно (Язон и Аргонавтите)
- Последният, четвърти цикъл засяга смъртта на Бога (Христос)